# Hejmon
Hejmon, též Hejmor, je horský duch, vládce a ochránce Novohradských hor. Pověsti o něm pocházejí především z Vitorazska. Podle situace, ve které se rozhodl zasáhnout, bere na sebe rozličnou podobu od větru, bouřky a jiných přírodních živlů, přes ptáky a jiných zvířat až po podobu lidskou. Trestá křivdy a páchané zlo, zvláště spadeno má na pytláky. Naproti tomu nezřídka pomáhá potřebným.